# Estación de Salás del Pallars
Salás del Pallars (en catalán y según FGC, Salàs de Pallars) es un apeadero ferroviario con parada facultativa situado en el municipio español homónimo, en la provincia de Lérida, comunidad autónoma de Cataluña. Dispone de servicios de Cercanías, atendidos por FGC. La estación tuvo en 2018 un total de 1 186 usuarios que iniciaron el trayecto en la estación.

## Situación ferroviaria
Se encuentra ubicada en el punto kilométrico 84,050 de la línea férrea de ancho ibérico que une Lérida con Puebla de Segur, a 512 metros de altitud, entre las estaciones de Tremp y Puebla de Segur. El tramo es de vía única y está sin electrificar.

## Historia
Originalmente estaba prevista como la estación n.º 104 de la línea de FC de Baeza a Saint Girons por Utiel, Teruel y Alcañiz, sita en el kilómetro 85,170 de la 5.ª Sección de Lérida a Puebla de Segur. Tras la Guerra Civil se recuperó el Plan Guadalhorce de 1926 y se reinició la construcción de nuevas líneas ferroviarias por la nueva empresa estatal RENFE, propietaria de la línea desde 1941. 
Así pues, el tren llegó a Salás del Pallars el 13 de noviembre de 1951, cuando se abrió el tramo entre la estación de Tremp y Puebla de Segur. La intención inicial era que el trazado continuara siguiendo el río Noguera Pallaresa y, atravesando los Pirineos por el túnel de Salau, llegar al valle de Salau y enlazar con los ferrocarriles franceses en Saint Girons.
El 1 de enero de 1985 estuvo previsto el cierre de la línea y sólo un acuerdo con la administración autonómica de Cataluña, la salvó de su cierre.
La línea es propiedad de FGC desde el 1 de enero de 2005, aunque fue gestionada por Renfe Operadora hasta el 25 de julio de 2016, como línea Ca-7. Desde entonces, el servicio pasó a estar gestionado y operado por FGC con nuevos trenes de la serie 331.
Según el plan territorial del Alto Pirineo y Arán, el tramo entre Balaguer y Puebla de Segur tiene una consideración regional y de uso turístico «que da servicio a una población cuantitativamente modesta y a una demanda de movilidad obligada muy escasa». En 2011 el Parlamento de Cataluña aprobó iniciar los trámites para continuar la línea desde esta estación hasta Seo de Urgel. El 13 de enero de 2018 la línea cambió su de nombre, pasándose a denominarse como "RL2".

## La estación
Se sitúa al sudeste del núcleo urbano, en una zona próxima al Embalse de San Antonio. La estación original se ubicaba a un km al norte del apeadero actual, más alejada del núcleo urbano. Disponía de tres vías, la general una derivada a la derecha y una en toperas a la izquierda, conectada en sentido Lérida. El andén estaba a la izquierda de la vía general, donde también se localizaba el edificio de viajeros de dos plantas, de características similares al de Puebla de Segur y Tremp. Entre la vía general y la derivada había un segundo andén. La vía muerta daba servicio a un muelle de mercancías cubierto, especialmente diseñado para su uso con ganado. 

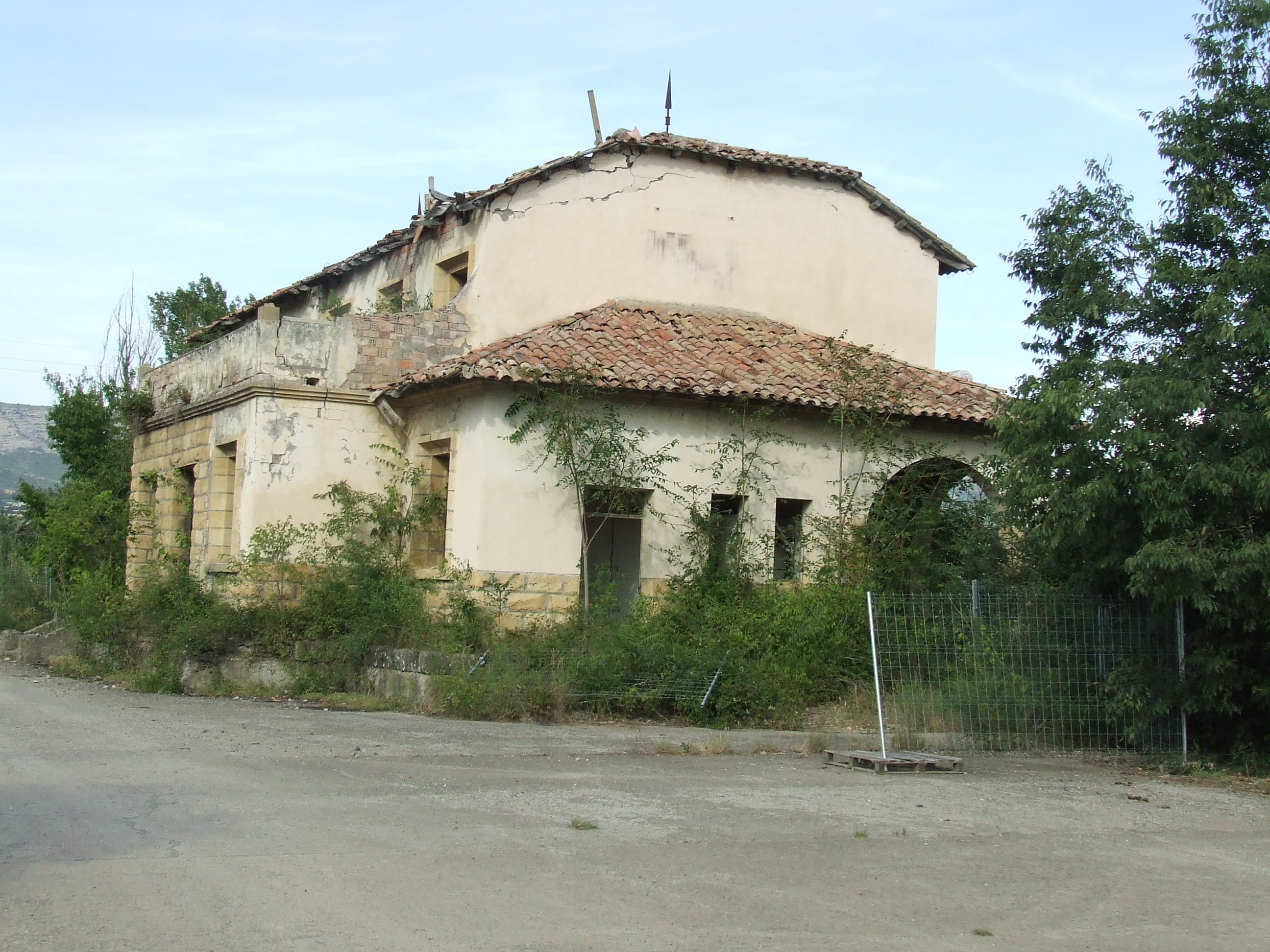
Edificio de viajeros de la antigua estación abandonado (2009)

El apeadero actual fue inaugurado en 2001, abandonando las antiguas instalaciones que se encontraban más retiradas de la población.

## Servicios ferroviarios
Los trenes con los que opera Ferrocarriles de la Generalidad de Cataluña enlazan la estación principalmente con Lérida, Balaguer y Puebla de Segur. Circulan entre dos y cuatro trenes por sentido. Al tratarse de una parada facultativa desde enero de 2018, los trenes no paran en esta estación a menos que los pasajeros del tren lo soliciten con antelación.
Las unidades habituales son las de la Serie 331 de FGC, fabricadas por Stadler Rail en Zúrich, siendo probadas en las instalaciones de Plá de Vilanoveta. Entraron en servicio el 17 de febrero de 2016, mediante la unidad 333.01 en su primer servicio entre Lérida y Puebla de Segur, sustituyendo a los antiguos TRD de la serie 592 de Renfe.
| origen/destino  | anterior/siguiente | Línea | siguiente/anterior | destino/origen     |
| --------------- | ------------------ | ----- | ------------------ | ------------------ |
| Lérida Pirineos | Tremp              |       | La Puebla de Segur | La Puebla de Segur |